# Municipio Fray Marcos

Lage in Uruguay und im Departamento

Das Municipio Fray Marcos ist eine Verwaltungseinheit (Municipio) innerhalb des uruguayischen Departamentos Florida.
Das Municipio Fray Marcos befindet sich auf dem südöstlichen Teil des Departamentos Florida. Auf 279 km² wohnen 3432 Einwohner, womit die Bevölkerungsdichte 12 Einwohner/km² beträgt.
Bürgermeisterin (spanisch Alcaldesa) vom Municipio Fray Marcos ist Stella Mary Tucuna. Das Municipio wurde 2015 gegründet. Durch das Municipio de Fray Marcos führen die Straße Ruta 7 und die Bahnstrecke Toledo–Rio Branco.